# Haut-du-Them-Château-Lambert
Haut-du-Them-Château-Lambert [o dy tɛm ʃato lɑ̃bɛʁ] est une commune française de moyenne montagne située dans le Massif des Vosges. C'est une commune française située dans le département de la Haute-Saône, la région culturelle et historique de Franche-Comté et la région administrative Bourgogne-Franche-Comté
Ses habitants sont les Haut-du-Themois-Chaitelots.

## Géographie
Située dans le nord du département de la Haute-Saône, dans la haute vallée de l'Ognon, à 3 km du Thillot par le col des Croix, à 20 km en amont de Mélisey et à 35 km de Lure.
Par la route, la mairie est distante de 4 km de Servance, de 7,5 km du Thillot par le col des Croix, de 27 km de Lure et de 42 km de Belfort.
Le point culminant de la commune (ainsi que du département de la Haute-Saône) est le ballon de Servance, situé à 1 215 m d'altitude. À 596 mètres d'altitude, le bourg de Château-Lambert est également le plus élevé du département de la Haute-Saône.

### La commune
Elle est composée en fait de deux villages bien distincts :
- Le Haut-du-Them (550 m ; 500 hab.) ;
- Château-Lambert (700 m ; 17 hab. en 2010).

La commune de Château-Lambert a été réunie à celle du Haut-du-Them en 1972.

### Localisation
| Ramonchamp (Vosges) | Le Thillot (Vosges)          | Fresse-sur-Moselle (Vosges)        |
|                     | Haut-du-Them-Château-Lambert | Saint-Maurice-sur-Moselle (Vosges) |
| Servance-Miellin    |                              | Plancher-les-Mines                 |

### Hydrologie
La commune est première traversée par l'Ognon, qui prend sa source sur les hauteurs de Château-Lambert.

### Climat
Pour des articles plus généraux, voir Climat de la Bourgogne-Franche-Comté et Climat de la Haute-Saône.
En 2010, le climat de la commune est de type climat de montagne, selon une étude du Centre national de la recherche scientifique s'appuyant sur une série de données couvrant la période 1971-2000. En 2020, Météo-France publie une typologie des climats de la France métropolitaine dans laquelle la commune est exposée à un climat semi-continental et est dans la région climatique  Vosges, caractérisée par une pluviométrie très élevée (1 500 à 2 000 mm/an) en toutes saisons et un hiver rude (moins de 1 °C). 
Pour la période 1971-2000, la température annuelle moyenne est de 9,3 °C, avec une amplitude thermique annuelle de 17 °C. Le cumul annuel moyen de précipitations est de 1 834 mm, avec 14,4 jours de précipitations en janvier et 11,1 jours en juillet. Pour la période 1991-2020, la température moyenne annuelle observée sur la station météorologique installée sur la commune est de 6,5 °C et le cumul annuel moyen de précipitations est de 1 882,9 mm. 
La température maximale relevée sur cette station est de 31,2 °C, atteinte le 24 juillet 2019 ; la température minimale est de −20,1 °C, atteinte le 20 décembre 2009,,. 
| Mois                                  | jan.           | fév.           | mars           | avril         | mai           | juin          | jui.          | août          | sep.          | oct.          | nov.           | déc.           | année      |
| ------------------------------------- | -------------- | -------------- | -------------- | ------------- | ------------- | ------------- | ------------- | ------------- | ------------- | ------------- | -------------- | -------------- | ---------- |
| Température minimale moyenne (°C)     | −3,5           | −3,5           | −1,1           | 2,9           | 5,6           | 9,4           | 11,4          | 10,7          | 8,1           | 5             | 0,8            | −2,4           | 3,6        |
| Température moyenne (°C)              | −1,4           | −1,3           | 1,6            | 6,2           | 9             | 12,8          | 14,9          | 14,1          | 11,2          | 7,6           | 3              | −0,2           | 6,5        |
| Température maximale moyenne (°C)     | 0,7            | 0,9            | 4,3            | 9,5           | 12,4          | 16,3          | 18,5          | 17,5          | 14,4          | 10,3          | 5,2            | 1,9            | 9,3        |
| Record de froid (°C) date du record   | −12,6 17.01.13 | −18,3 07.02.12 | −12,8 09.03.10 | −9,2 06.04.21 | −4,1 05.05.19 | −0,9 02.06.06 | 3,7 24.07.11  | 3 08.08.05    | 0,3 15.09.08  | −7,2 29.10.12 | −11,3 30.11.10 | −20,1 20.12.09 | −20,1 2009 |
| Record de chaleur (°C) date du record | 13,4 01.01.22  | 16,2 27.02.19  | 18 30.03.21    | 22 28.04.12   | 25,4 28.05.17 | 30,6 26.06.19 | 31,2 24.07.19 | 30,8 04.08.22 | 25,8 14.09.20 | 22,8 08.10.23 | 18,1 08.11.15  | 14,6 03.12.13  | 31,2 2019  |
| Ensoleillement (h)                    | 774            | 856            | 1 593          | 1 861         | 1 828         |               |               | 2 075         | 1 715         | 1 208         | 844            | 663            |            |
| Précipitations (mm)                   | 190,7          | 141            | 160,4          | 94,1          | 171,1         | 137,1         | 146,4         | 148,7         | 138,5         | 161,6         | 171,8          | 221,5          | 1 882,9    |

| Diagramme climatique                                  |            |              |            |              |              |               |               |              |            |             |              |
| J                                                     | F          | M            | A          | M            | J            | J             | A             | S            | O          | N           | D            |
| 0,7−3,5190,7                                          | 0,9−3,5141 | 4,3−1,1160,4 | 9,52,994,1 | 12,45,6171,1 | 16,39,4137,1 | 18,511,4146,4 | 17,510,7148,7 | 14,48,1138,5 | 10,35161,6 | 5,20,8171,8 | 1,9−2,4221,5 |
| Moyennes : • Temp. maxi et mini °C • Précipitation mm |            |              |            |              |              |               |               |              |            |             |              |

Les paramètres climatiques de la commune ont été estimés pour le milieu du siècle (2041-2070) selon différents scénarios d'émission de gaz à effet de serre à partir des nouvelles projections climatiques de référence DRIAS-2020. Ils sont consultables sur un site dédié publié par Météo-France en novembre 2022.

## Urbanisme

### Typologie
Au 1er janvier 2024, Haut-du-Them-Château-Lambert est catégorisée commune rurale à habitat dispersé, selon la nouvelle grille communale de densité à sept niveaux définie par l'Insee en 2022.
Elle est située hors unité urbaine. Par ailleurs la commune fait partie de l'aire d'attraction du Thillot, dont elle est une commune de la couronne,. Cette aire, qui regroupe 7 communes, est catégorisée dans les aires de moins de 50 000 habitants,.

### Occupation des sols
L'occupation des sols de la commune, telle qu'elle ressort de la base de données européenne d’occupation biophysique des sols Corine Land Cover (CLC), est marquée par l'importance des forêts et milieux semi-naturels (85,1 % en 2018), en diminution par rapport à 1990 (87,6 %). La répartition détaillée en 2018 est la suivante : 
forêts (82,4 %), prairies (13,5 %), milieux à végétation arbustive et/ou herbacée (2,7 %), zones urbanisées (1,4 %). L'évolution de l’occupation des sols de la commune et de ses infrastructures peut être observée sur les différentes représentations cartographiques du territoire : la carte de Cassini (XVIIIe siècle), la carte d'état-major (1820-1866) et les cartes ou photos aériennes de l'IGN pour la période actuelle (1950 à aujourd'hui).

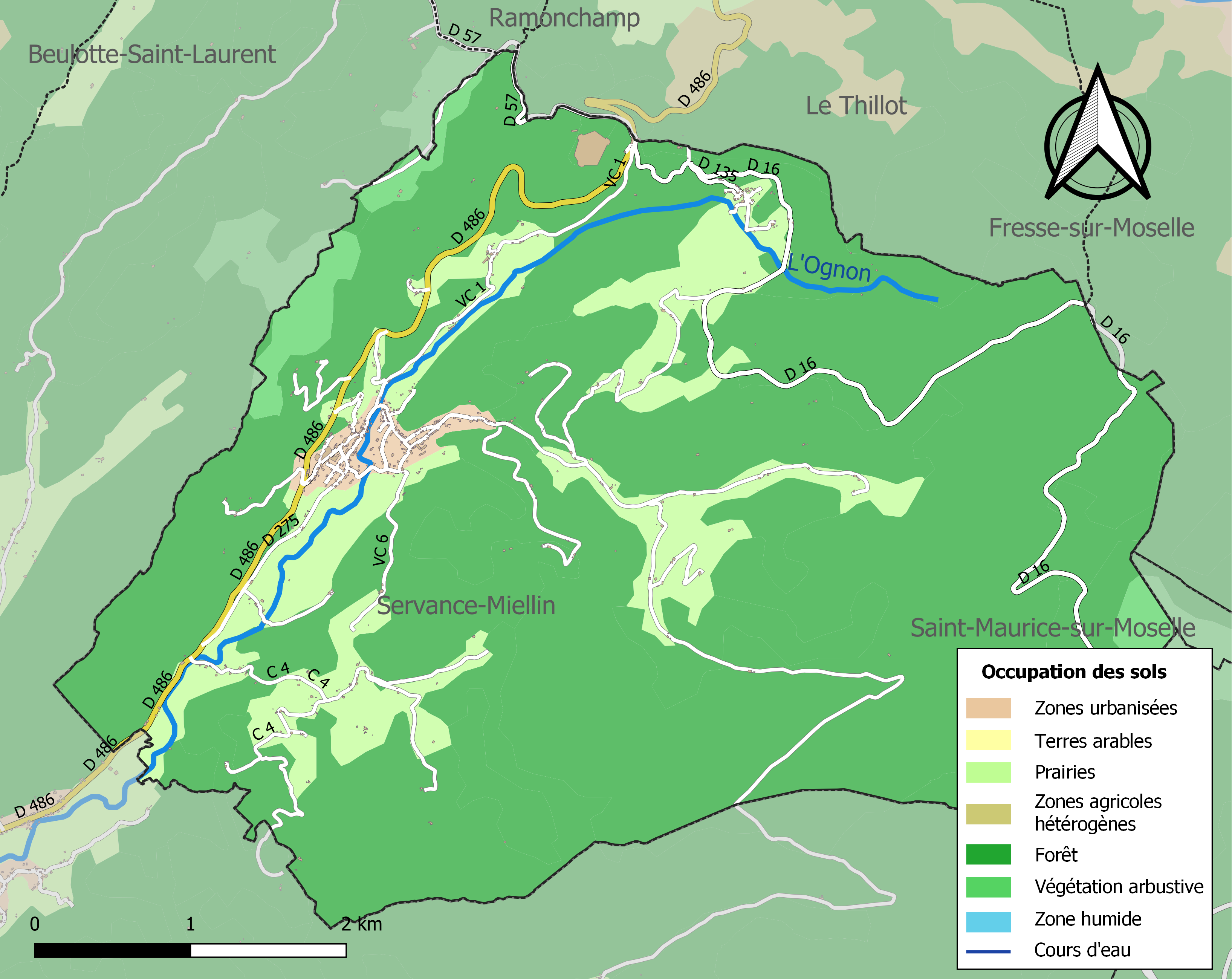
Carte des infrastructures et de l'occupation des sols de la commune en 2018 (CLC).

## Histoire

### Château-Lambert
À l'origine, il y avait là un poste de surveillance de l'armée romaine du col de Lestoy (aujourd'hui col des Croix ) donnant accès à la Lorraine. Au XIIe siècle, le comte de Faucogney, Gislebert de Faucogney, fait ériger un château fort nommé Castrum Humberti ou Chastel-Humbert, qui devint Chasteau-Lambert à la fin du XVe siècle, puis Château-Lambert. De 1341 à 1347, la place est occupée par les Bourguignons, puis revient à Henri de Faucogney. En 1374, l'ensemble de la seigneurie de Faucogney est cédée pour 20 000 écus d'or à Philippe le Hardi, duc de Bourgogne. Sous la domination des Bourguignons commence l'exploitation des mines aurifères, puis argentifères situées en contrebas du hameau.
La Franche-Comté passe sous la tutelle espagnole vers 1556 sous Philippe II avec le gouvernement d'Isabelle-Claire-Eugénie d'Autriche. Château-Lambert est une terre de surséance régulièrement disputée entre la Lorraine et la Franche-Comté jusqu'au XVIIIe siècle. Le roi Philippe III fait ériger Notre-Dame-de-l'Assomption, chapelle située au cœur de Château-Lambert, en 1616. Le château est détruit en 1643, durant la guerre de Dix Ans. Château-Lambert et le Haut-du-Them deviennent français en 1678[réf. nécessaire]. Au cours de la Révolution française, la commune de Château-Lambert porte provisoirement le nom de Mont-Lambert.

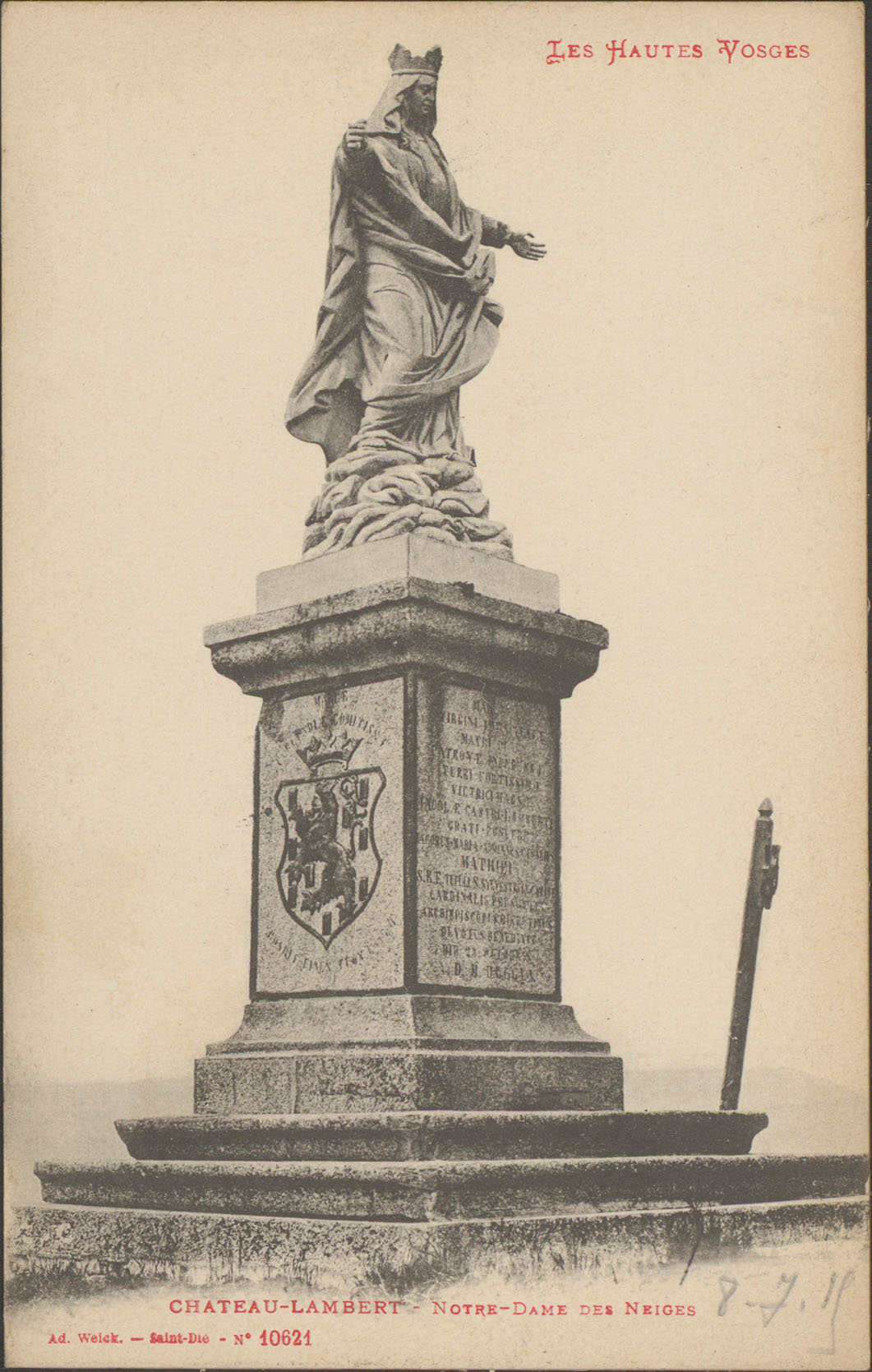
Notre-Dame-des-Neiges
(carte postale Adolphe Weick).

Les mines ferment sous la Révolution française ; leur exploitation reprend pour quelques années au début du XXe siècle, en particulier sous l'occupation allemande de 1940-1944, pour l'extraction de molybdène.
La statue de Notre-Dame-des-Neiges est érigée en 1855 au sommet de la montagne où se dressait jadis le château. Elle commémore les victimes de l'épidémie de choléra de 1854 ; foudroyée en 1973, elle est aussitôt restaurée.
Le fort de Château-Lambert, situé au-dessus du col des Croix, héberge quelques militaires durant la Première Guerre mondiale. 
Château-Lambert est libéré du joug allemand en octobre 1944[réf. à confirmer] par le 1er bataillon de choc.

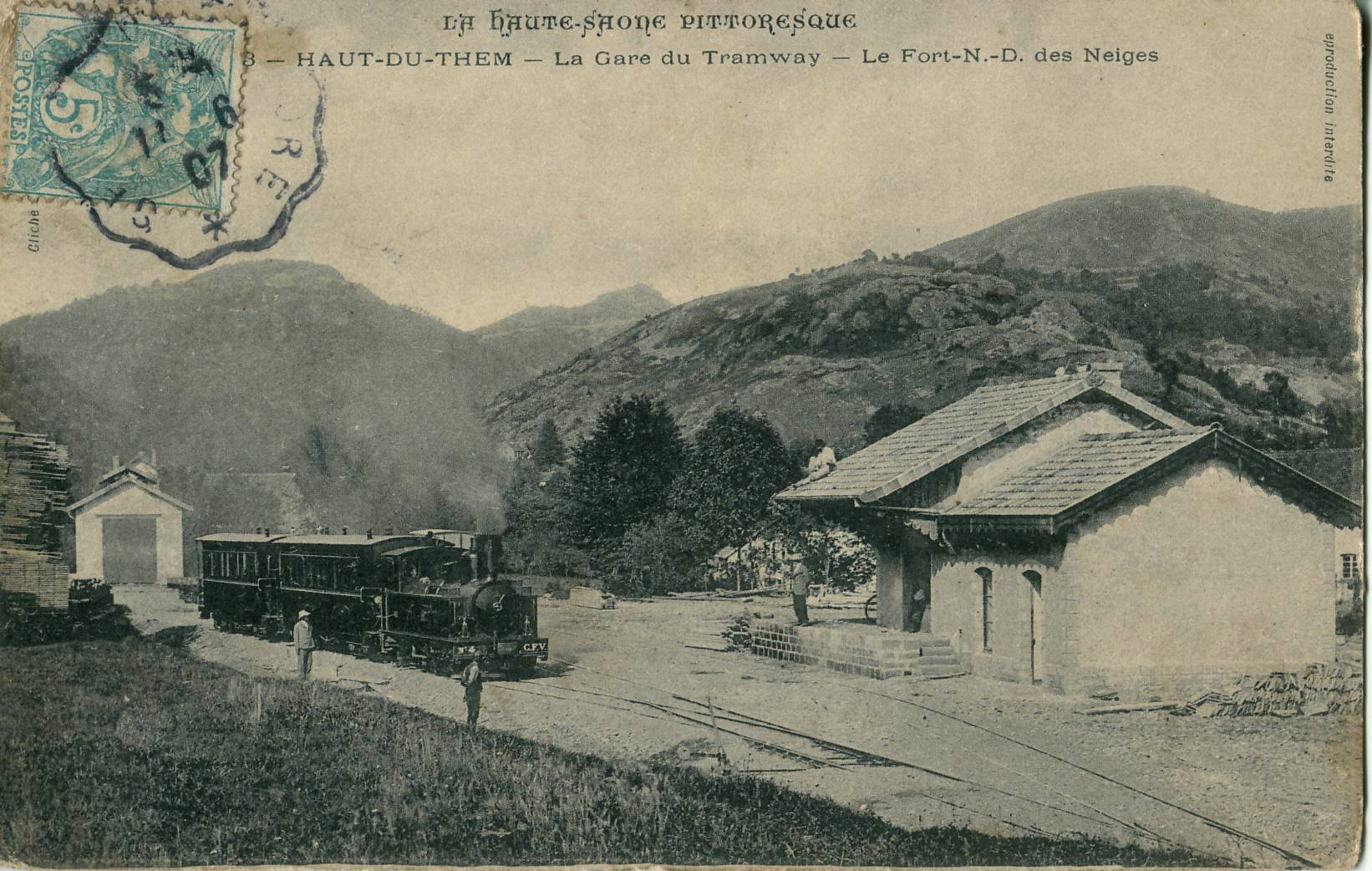
La gare du Haut-du-Them des chemins de fer vicinaux de la Haute-Saône vers 1907.

La vallée de l'Ognon était reliée à celle de la Moselle par un chemin de fer secondaire départemental (on disait « tramway ») exploité par la compagnie des chemins de fer vicinaux de la Haute-Saône (CFV). La ligne de Lure au Haut-du-Them, terminus initial, a été prolongée en 1912 jusqu'au Thillot, grâce à un tunnel de 1 087 m creusé sous le col des Croix. Elle fermera le 1er mars 1938.
En 1972, la commune de Château-Lambert est rattaché à la commune du Haut-du-Them, faute de population. Le village, qui comptait en 1616 entre 600 et 700 habitants (240 en 1790), n'en compte plus en 1968 que vingt.

### Le Haut-du-Them
Le village du Haut-du-Them est beaucoup plus récent. À l'origine, il y avait là forêts et prairies, baptisées Haut-du-Them car situées au-dessus du Them, lieu-dit de Servance.
Le Haut-du-Them naquit au XIXe siècle, et resta longtemps un lieu-dit de Servance. Il fut érigé en commune autonome en 1841.
La commune a reçu, le 11 novembre 1948, la croix de guerre 1939-1945 à l'issue de la Seconde Guerre mondiale. En effet, elle fut la dernière libérée de la vallée de l'Ognon, le 25 novembre 1944, après de longs combats, des dizaines de milliers d’obus tombés sur le village et 8 victimes civiles.
L'industrie textile est présente sur la commune aux XIXe et XXe siècles.

Le tissage du Haut-du-Them.
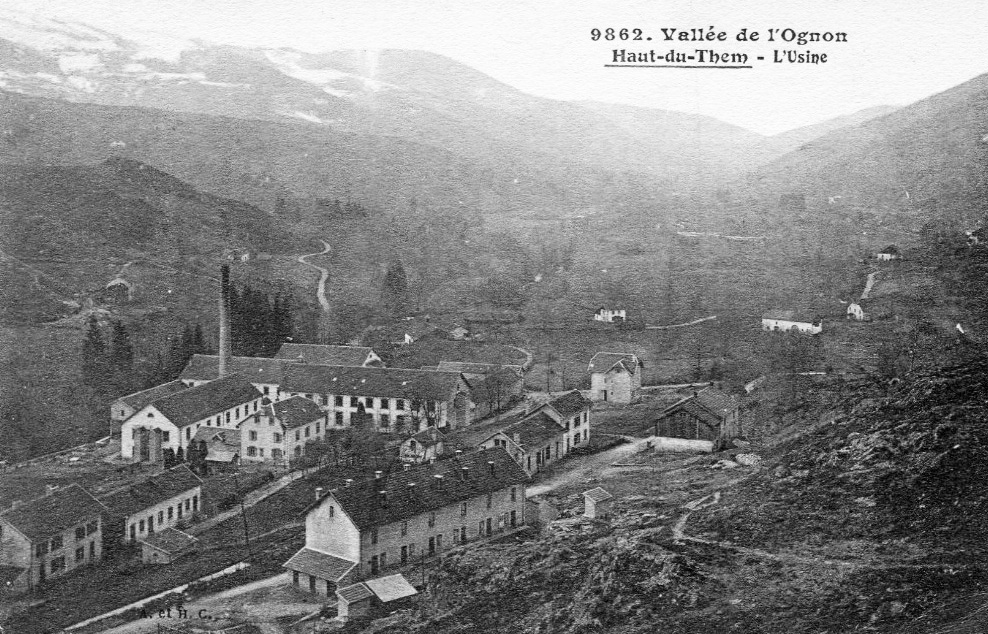
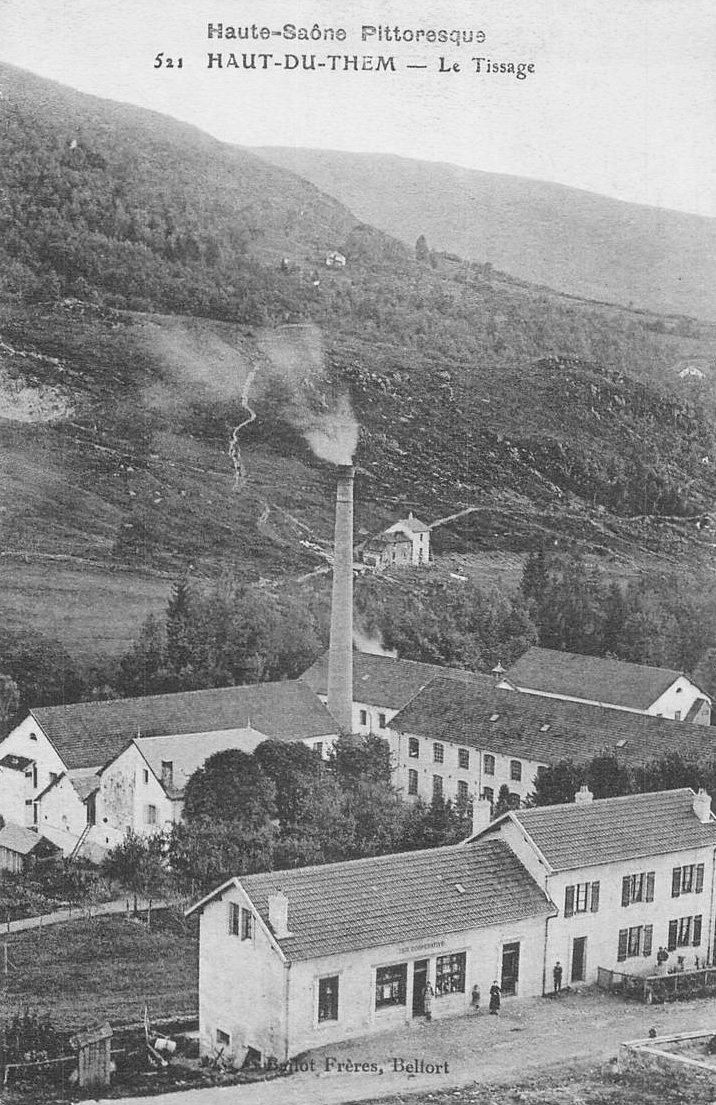

En 1972, la commune de Château-Lambert est rattaché à celle du Haut-du-Them, qui devint Haut-du-Them-Château-Lambert.

## Politique et administration

Carte départementale représentant en rouge la communauté de communes des mille étangs.

### Rattachements administratifs et électoraux
La commune fait partie de l'arrondissement de Lure du département de la Haute-Saône, en région Bourgogne-Franche-Comté. Pour l'élection des députés, elle dépend de la deuxième circonscription de la Haute-Saône.
Elle fait partie depuis sa création en 1841 du canton de Mélisey. Dans le cadre du redécoupage cantonal de 2014 en France, ce canton s'est agrandi, passant de 13 à 34 communes.

### Intercommunalité
La commune fait partie de la communauté de communes des mille étangs depuis le 1er janvier 2017.

### Liste des maires

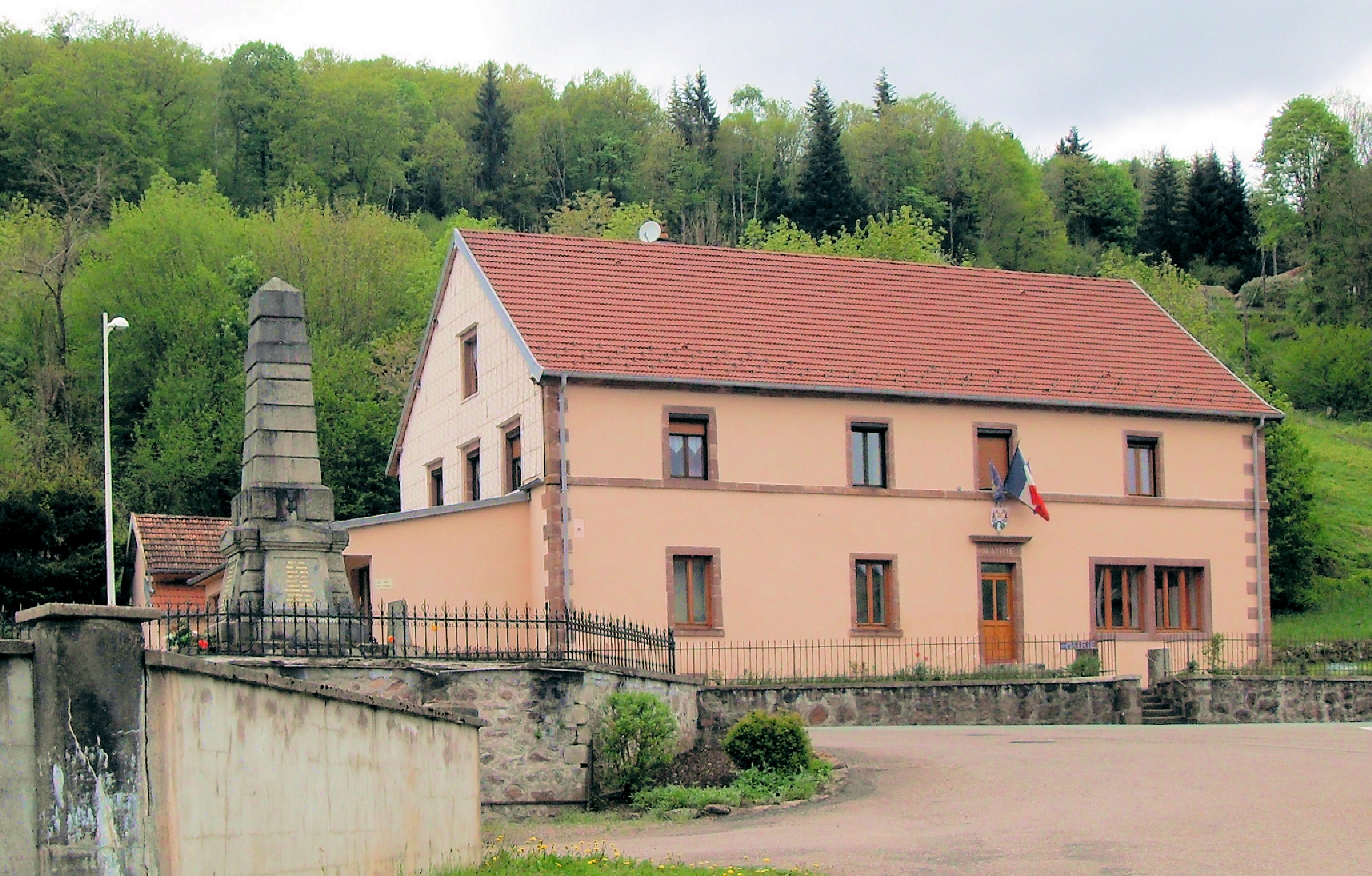
La mairie.

| Période                                  | Période | Identité                                 | Étiquette | Qualité                              |
| ---------------------------------------- | ------- | ---------------------------------------- | --------- | ------------------------------------ |
| Les données manquantes sont à compléter. |         |                                          |           |                                      |
|                                          | 1953    | Charles Claudel[réf. nécessaire]         |           |                                      |
| 1953                                     | 1972    | Albert Côme (1910-2007)[réf. nécessaire] |           | Devenu maire de la commune fusionnée |

| Période                                  | Période | Identité | Étiquette | Qualité |
| ---------------------------------------- | ------- | -------- | --------- | ------- |
| Les données manquantes sont à compléter. |         |          |           |         |

| Période    | Période                    | Identité                    | Étiquette | Qualité                           |
| ---------- | -------------------------- | --------------------------- | --------- | --------------------------------- |
| 1972       | mars 1989                  | Albert Côme (1910-2007)     |           | Ancien maire du Haut-du-Them      |
| mars 1989  | juin 2001                  | Fernand Claudel (1930-2014) |           | Enseignant au CEG du Thillot      |
| juin 2001  | janvier 2004               | Suzanne Lamboley            |           |                                   |
| avril 2004 |                            | Hubert Claudel (°1943)      |           | Retraité Frère de Fernand Claudel |
| mai 2020   | En cours (au 12 juin 2020) | Sylviane Valdenaire         |           |                                   |

## Population et société

### Démographie
L'évolution du nombre d'habitants est connue à travers les recensements de la population effectués dans la commune depuis 1841. Pour les communes de moins de 10 000 habitants, une enquête de recensement portant sur toute la population est réalisée tous les cinq ans, les populations de référence des années intermédiaires étant quant à elles estimées par interpolation ou extrapolation. Pour la commune, le premier recensement exhaustif entrant dans le cadre du nouveau dispositif a été réalisé en 2005.

En 2022, la commune comptait 448 habitants, en évolution de +2,99 % par rapport à 2016 (Haute-Saône : −1,4 %, France hors Mayotte : +2,11 %).
| 1841  | 1846  | 1851  | 1856  | 1861  | 1866  | 1872  | 1876  | 1881  |
| ----- | ----- | ----- | ----- | ----- | ----- | ----- | ----- | ----- |
| 1 554 | 1 507 | 1 410 | 1 240 | 1 295 | 1 385 | 1 292 | 1 330 | 1 237 |

| 1886  | 1891  | 1896  | 1901  | 1906  | 1911  | 1921 | 1926 | 1931 |
| ----- | ----- | ----- | ----- | ----- | ----- | ---- | ---- | ---- |
| 1 268 | 1 222 | 1 234 | 1 216 | 1 212 | 1 193 | 969  | 929  | 851  |

| 1936 | 1946 | 1954 | 1962 | 1968 | 1975 | 1982 | 1990 | 1999 |
| ---- | ---- | ---- | ---- | ---- | ---- | ---- | ---- | ---- |
| 838  | 719  | 754  | 766  | 643  | 562  | 521  | 465  | 502  |

| 2005 | 2006 | 2010 | 2015 | 2020 | 2022 | - | - | - |
| ---- | ---- | ---- | ---- | ---- | ---- | - | - | - |
| 512  | 515  | 449  | 438  | 446  | 448  | - | - | - |

### Services à la population
La mairie accueille une Maison des services publics où est implanté un point « Visioservices », système interactif qui permet aux habitants d'entrer en contact avec notamment la mutualité sociale agricole (MSA), la caisse d'allocations familiales (CAF), la caisse primaire d'assurance maladie (CPAM) et pôle emploi.

## Culture locale et patrimoine

### Lieux et monuments
- Le Musée départemental de la montagne Albert-Demard créé en 1977, situé à Château-Lambert ;
- La chapelle Notre-Dame-de-l'Assomption (1616), située à Château-Lambert, et qui porte toujours l'inscription (restaurée) « Érigée aux frais des Rois d'Espagne » ;
- Le cimetière conserve une croix de fonte de 1743, ornée de fleurs de lys ;
- La statue de Notre-Dame des Neiges (élevée en 1855, foudroyée en 1970 et remplacée), sur l'emplacement de l'ancien château, à 808 m d'altitude ;
- L'Espace Nature Culture inauguré en 2009, à Château-Lambert regroupe la Maison de la Nature des Vosges Saônoises, les bureaux de la Réserve naturelle nationale des Ballons comtois et ceux du Parc naturel régional des Ballons des Vosges[29] ;
- La Maison de la Nature des Vosges Saônoises, à Haut-du-Them, dans l'ancienne École de Belmont (fermée en 1972) : lieu de départ de « sorties nature ».

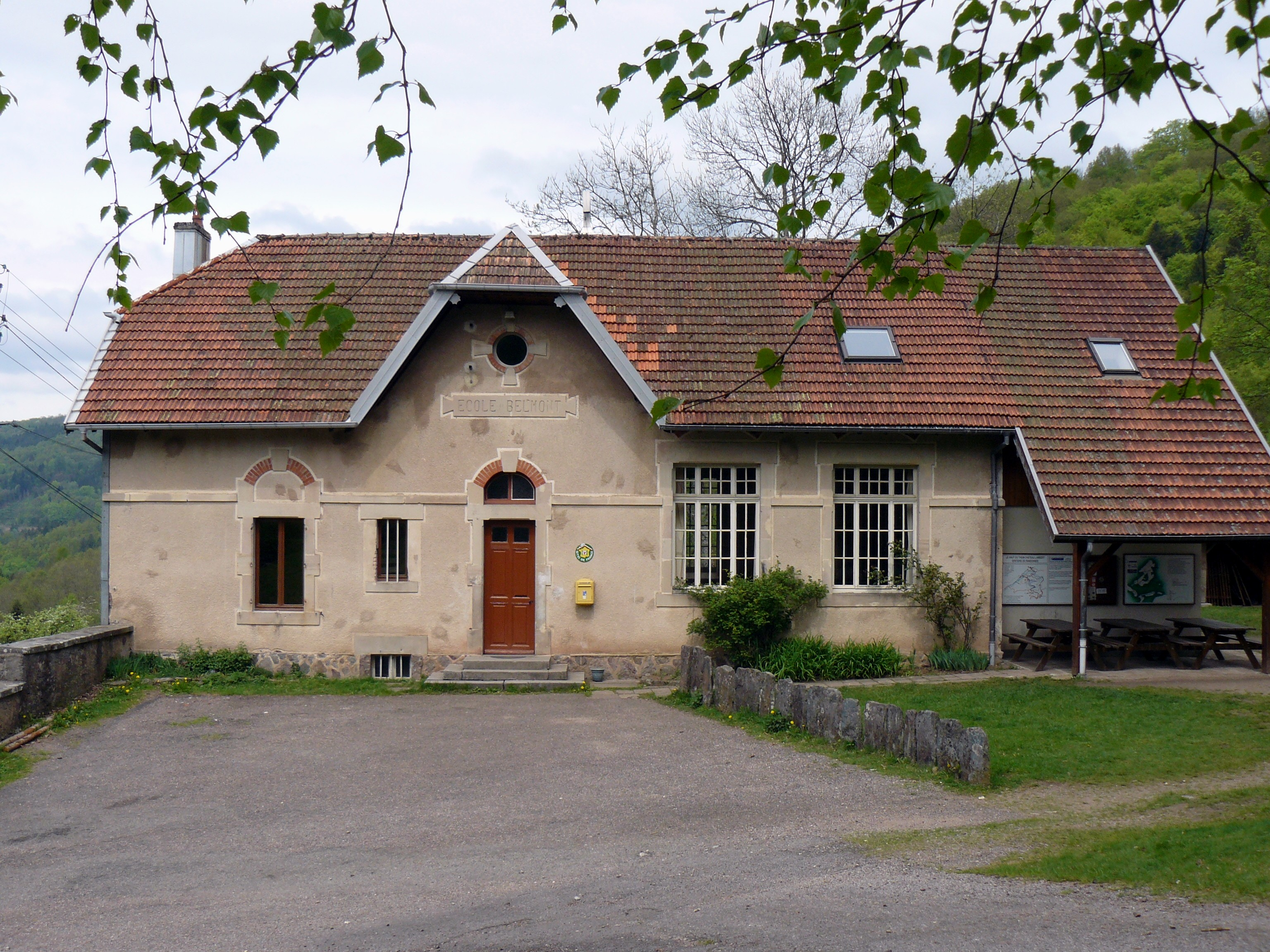
L'ancienne école de Belmont.
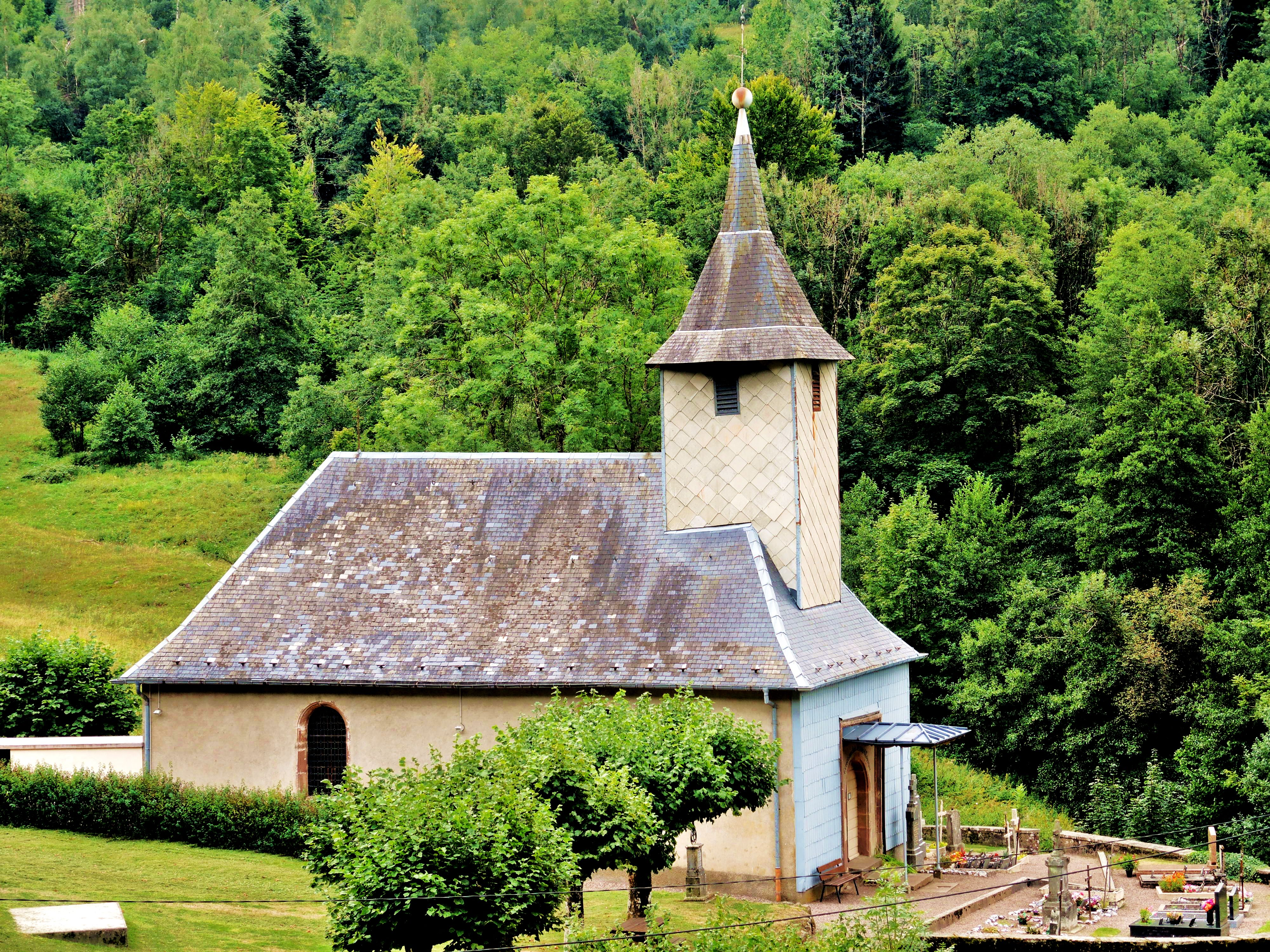
Église Notre-Dame-de-l'Assomption.
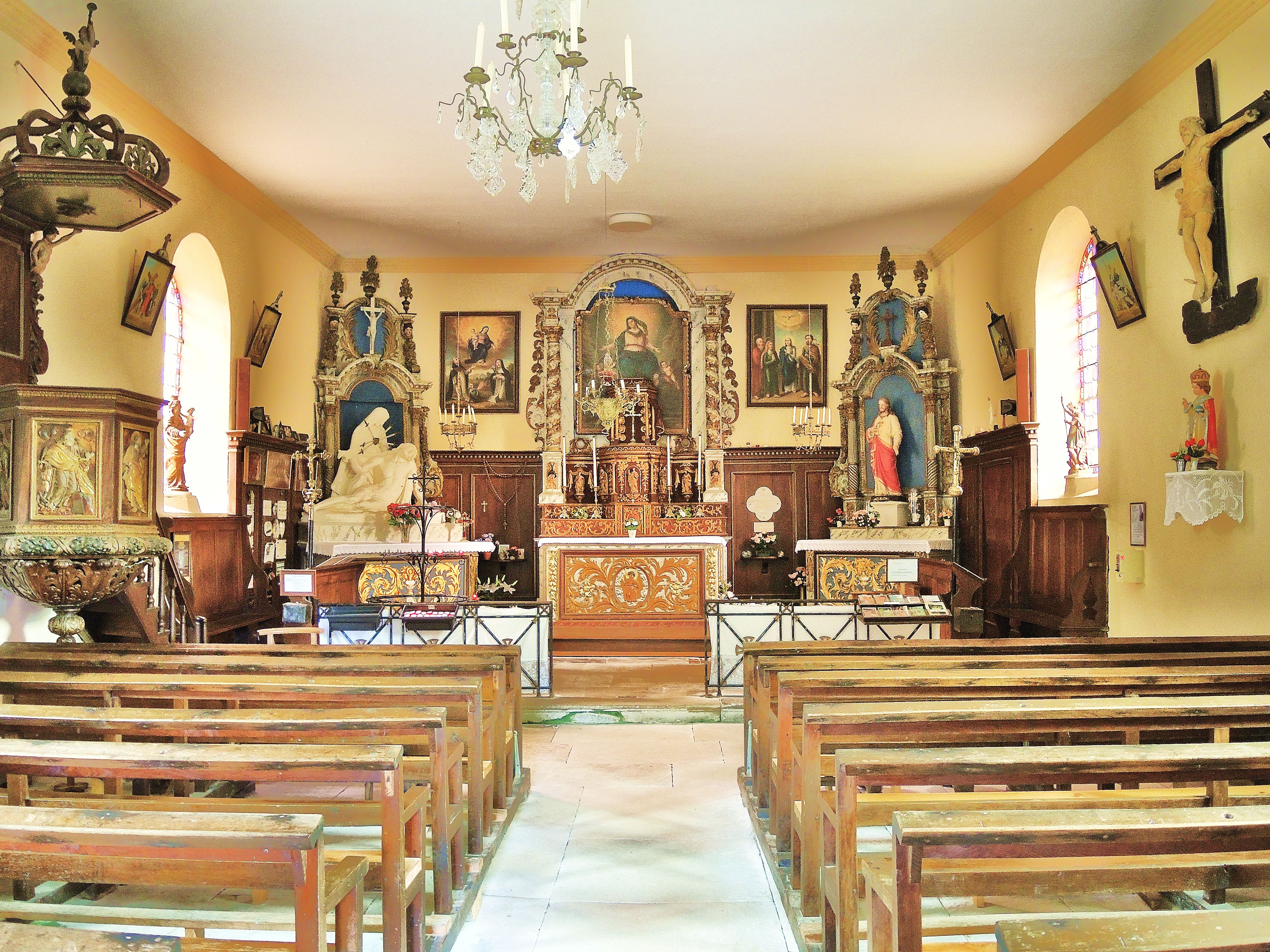
Nef de l'église Notre-Dame-de-l'Assomption.
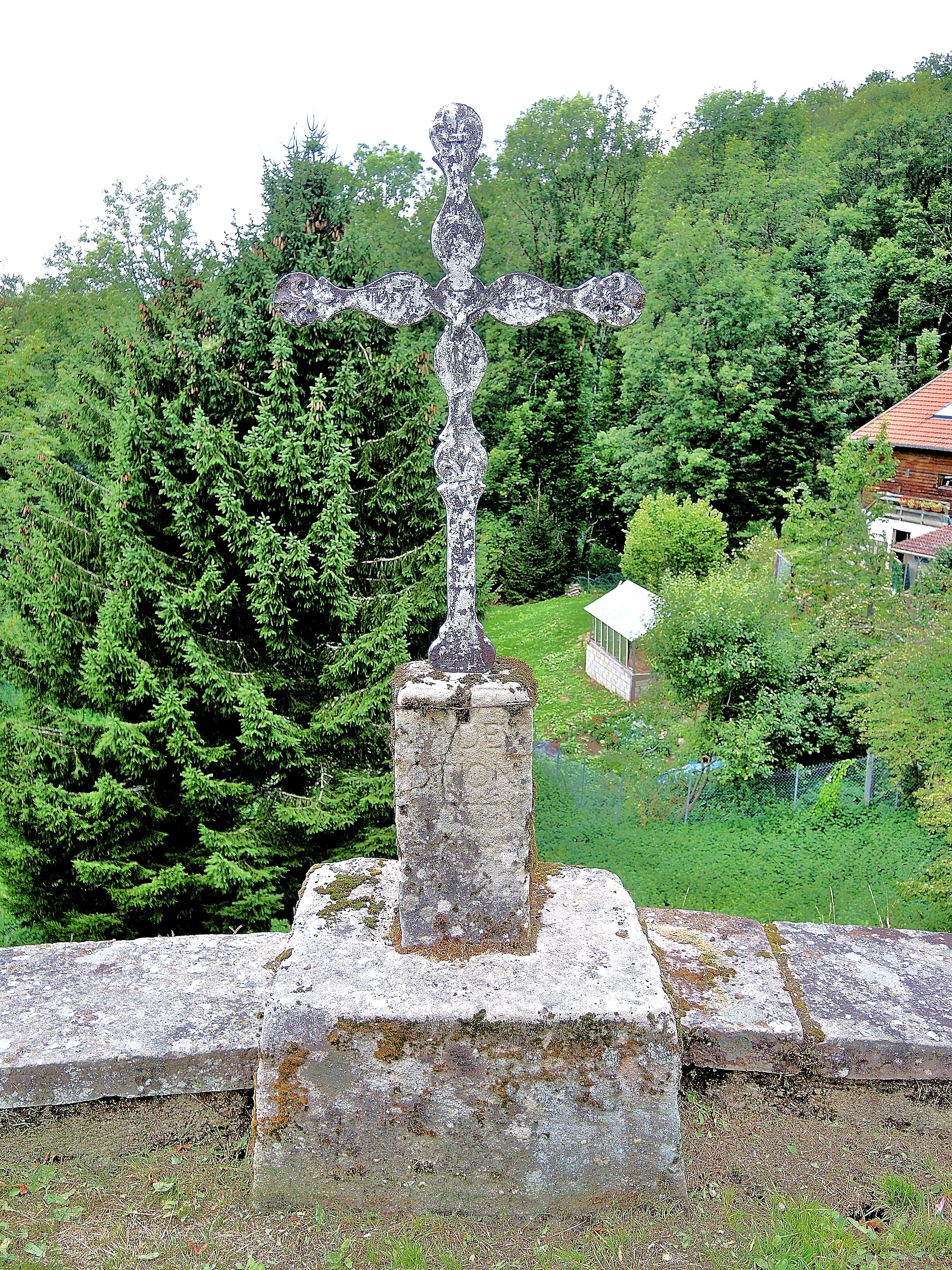
Croix de 1743, devant l'église.

### Héraldique
| Blason de Haut-du-Them-Château-Lambert | Blason  | D’argent au mont à trois coupeaux de sinople chargé d’une source du champ d'où s’écoule vers la pointe une rivière de même, le mont surmonté d’un pic de mineur et d’un marteau de gueules passés en sautoir, sur lesquels broche un briquet d’or accostés de deux digitales de sinople fleuries de pourpre, mouvantes des coupeaux des flancs. |
| Blason de Haut-du-Them-Château-Lambert | Détails | Le statut officiel du blason reste à déterminer. |